# Kalifornie (film)
Kalifornie (v anglickém originále Kalifornia) je americký kriminální film z roku 1993. Režisérem filmu je Dominic Sena. Hlavní role ve filmu ztvárnili Brad Pitt, Juliette Lewis, David Duchovny, Michelle Forbes a Brett Rice.

## Obsazení
| Brad Pitt       | Early Grayce    |
| Juliette Lewis  | Adele Corners   |
| David Duchovny  | Brian Kessler   |
| Michelle Forbes | Carrie Laughlin |
| Brett Rice      | policista       |
| Loanne Bishop   | policistka      |
| Sierra Pecheur  | paní Musgrave   |
| Mars Callahan   | Walter          |